# میشل بیشئیا
میشل بیشِـئیا (ایتالیایی: Michel Bisceglia؛ زادهٔ ۴ ژانویهٔ ۱۹۷۰) موسیقی‌دان، آهنگساز، تنظیم‌کننده و تهیه‌کننده موسیقی اهل بلژیک است. وی از سال ۱۹۸۹ میلادی تاکنون مشغول فعالیت بوده‌است.
از فیلم‌هایی که وی در آن‌ها نقش داشته‌است، می‌توان به مارینا اشاره نمود.